# Гейхера кроваво-красная
Ге́йхера крова́во-кра́сная (лат. Héuchera sanguínea) — декоративное травянистое растение родом из Северной Америки, вид двудольных цветковых растений, включённый в род Гейхера (Heuchera) семейства Камнеломковые (Saxifragaceae).

## Ботаническое описание
Гейхера кроваво-красная — многолетнее травянистое растение с корневищем, без выраженных стеблей. Прикорневые листья на длинных черешках, 2—5,5 см почковидно-округлые в очертании, с сердцевидным основанием, неглубоко разделённые на 5—7 лопастей, с обеих сторон железистые.
Цветонос 20—40 см в высоту, длинножелезистый, с 1—2 листьями, несущий довольно густое или рыхлое многоцветковое метельчатое соцветие. Цветки изящные, не более 1,2 см длиной, тёмно-розового или красного цвета. Чашечка 5-раздельная, тёмно-розовая, с более тёмными концами чашелистиков. Лепестки венчика короткие, обратноланцетовидные, розово-кремового цвета. Тычинки равные по длине пестику, 1,5—3 мм длиной.
Плод — яйцевидная коробочка до 6 мм длиной. Семена мелкие, тёмно-коричневые, тупошиповатые.

## Ареал
Гейхера кроваво-красная в природе распространена на юго-западе США (Аризона, Нью-Мексико) и прилежащих районах мексиканского штата Чиуауа. Произрастает на влажных каменистых склонах на высоте 1600—200 м над уровнем моря.

## Значение
Гейхера кроваво-красная в культуре с 1822 года. Созданы многочисленные декоративные сорта, в частности, гибрид Гейхера трясунковидная (Heuchera ×brizoides) был получен в результате скрещивания гейхеры кроваво-красной с гейхерой американской и гейхерой мелкоцветной. Сорт 'Feuerregen' около 40 см в высоту, с огненно-красными цветками. Розовые цветки 'Gracillima' собраны в изящную метёлку. Киноварно-красные цветки высокого (до 70 см) сорта 'Rakete' появляются позднее других сортов. 'Silberregen' — белоцветковый сорт. Цветки 'Weserlachs' лососевого цвета.

## Таксономия
Гейхера кроваво-красная была впервые описана в 1848 году немецко-американским ботаником Джорджем Энгельманом в книге Фридриха Адольфа Вислиценуса Memoir of a Tour to Northern Mexico.
Гейхера — вариабельный таксон, иногда разделяемый на несколько разновидностей. Heuchera sanguinea var. pulchra выделяется с более густыми соцветиями и более длинными железистыми волосками по всей поверхности растения.
|  |                                      |  |                                                         |                                                         |                         |  | ещё 14 семейств, в том числе Толстянковые и Крыжовниковые (согласно Системе APG III) | ещё 14 семейств, в том числе Толстянковые и Крыжовниковые (согласно Системе APG III) |                             |  |  |  | ещё более 40 видов |
|  |                                      |  |                                                         |                                                         |                         |  | ещё 14 семейств, в том числе Толстянковые и Крыжовниковые (согласно Системе APG III) | ещё 14 семейств, в том числе Толстянковые и Крыжовниковые (согласно Системе APG III) |                             |  |  |  | ещё более 40 видов |
|  |                                      |  |                                                         | порядок Камнеломкоцветные                               |                         |  |                                                                                      |                                                                                      | род Гейхера                 |  |  |  |                    |
|  |                                      |  |                                                         | порядок Камнеломкоцветные                               |                         |  |                                                                                      |                                                                                      | род Гейхера                 |  |  |  |                    |
|  | отдел Цветковые, или Покрытосеменные |  |                                                         |                                                         | семейство Камнеломковые |  |                                                                                      |                                                                                      | вид Гейхера кроваво-красная |  |  |  |                    |
|  | отдел Цветковые, или Покрытосеменные |  |                                                         |                                                         | семейство Камнеломковые |  |                                                                                      |                                                                                      |                             |  |  |  |                    |
|  |                                      |  | ещё 58 порядков цветковых растений (по Системе APG III) | ещё 58 порядков цветковых растений (по Системе APG III) |                         |  |                                                                                      | ещё около 30 родов                                                                   | ещё около 30 родов          |  |  |  |                    |
|  |                                      |  |                                                         | ещё 58 порядков цветковых растений (по Системе APG III) |                         |  |                                                                                      |                                                                                      | ещё около 30 родов          |  |  |  |                    |

### Синонимы
- Heuchera pulchra Rydb., 1905